# Клакстон (Џорџија)
Клакстон (Џорџија) (енгл. Claxton) град је у америчкој савезној држави Џорџија. По попису становништва из 2010. у њему је живело 2.746 становника.

## Демографија
Према попису становништва из 2010. у граду је живело 2.746 становника, што је 470 (20,7%) становника више него 2000. године.
| Група             | 2000.         | 2010.         |
| Белци             | 1.280 (56,2%) | 1.275 (46,4%) |
| Афроамериканци    | 901 (39,6%)   | 1.153 (42,0%) |
| Азијати           | 4 (0,2%)      | 27 (1,0%)     |
| Хиспаноамериканци | 81 (3,6%)     | 263 (9,6%)    |
| Укупно            | 2.276         | 2.746         |